# ADFC
Der Allgemeine Deutsche Fahrrad-Club e. V. (ADFC) ist ein gemeinnütziger Verein und Verkehrsclub für Fahrradfahrer mit Sitz in Berlin. Er fördert die sogenannte sanfte Mobilität und ist als Interessenvertretung von Fahrradfahrern insbesondere in der Verkehrspolitik aktiv. Bekannt wurde dabei unter anderem der Fahrradklimatest, der seit 1988 wiederholt veranstaltet wird.
Der ADFC ist Mitglied im Dachverband European Cyclists’ Federation (ECF). Auf Forderung des ADFC wurde 2002 erstmals ein Nationaler Radverkehrsplan von der deutschen Bundesregierung vorgelegt.
Nach eigenen Angaben ist der ADFC „die größte Interessenvertretung für Radfahrer*innen weltweit“ und auch der weltgrößte Anbieter von Radtouren. Der Verein ist nach seiner Bundessatzung föderal und subsidiär organisiert und folgt den föderalen politischen Grenzen der Bundesrepublik. Daher existieren neben dem Bundesverband 16 Landes- und viele Kreisverbände. Ist nur vom „ADFC“ die Rede, kann daher je nach Zusammenhang eine föderale Ebene, ein einzelner oder mehrere Verbandsteile oder der Gesamtverband als solcher gemeint sein.

## Geschichte

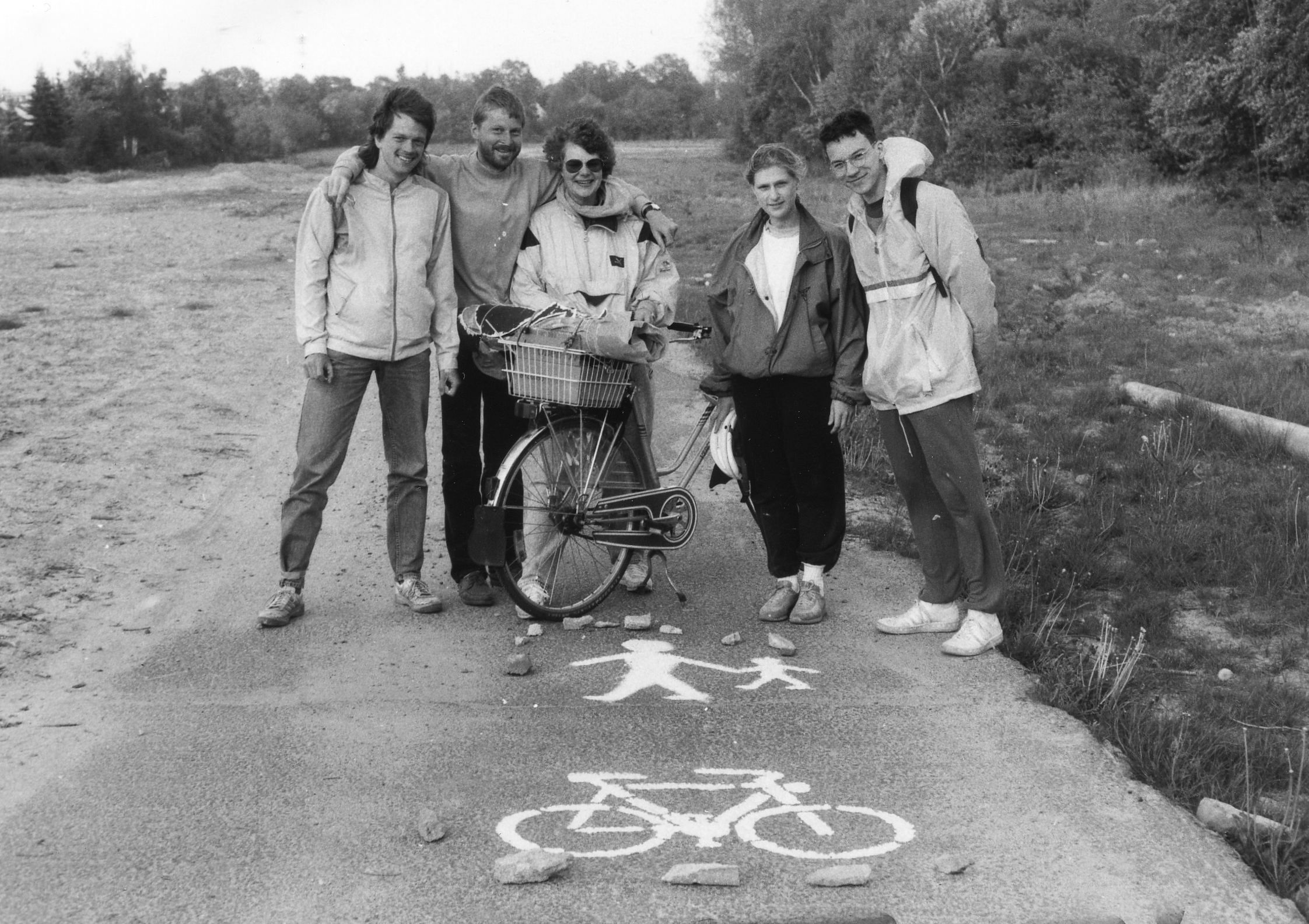
ADFC-Aktivisten beim Markieren des Mauerwegs südlich von Berlin, 1991

Die Gründungsversammlung fand am 27. September 1979 in Bremen statt, nachdem die Idee zur Gründung einer solchen Organisation anlässlich der Internationalen Fahrrad- und Motorrad-Ausstellung (IFMA) am 18. April 1978 entstanden war. Jan Tebbe aus Bremen war der Ideengeber und erste Vorsitzende des ADFC. Zu den Gründern gehörten neben aktiven Radfahrern auch Verkehrswissenschaftler, darunter Heiner Monheim und Tilman Bracher.
Mit einem Beschluss der Bundeshauptversammlung wurden im Mai 1990 deutschlandweit einheitliche Vereinsstrukturen etabliert. An die Stelle oft willkürlicher Zuschnitte von Kreis- und Bezirksgruppen traten elf Landesverbände. Anfang der neunziger Jahre kamen weitere fünf Landesverbände der fünf Neuen Länder hinzu, die oftmals aus der DDR-Umweltbewegung hervorgegangene Fahrrad-Initiativen in sich vereinten, sodass der ADFC seitdem mit 16 Landesverbänden in der Bundesrepublik flächendeckend vertreten ist. Bundesweit hat der ADFC inzwischen über 230.000 Mitglieder.

## Wirken
Der Allgemeine Deutsche Fahrrad-Club (ADFC) ist bei vielen Kommunen faktisch einem Träger öffentlicher Belange (TÖB) gleichgestellt und wird bei bestimmten (Bau-)Vorhaben einbezogen und gehört. Ein Klagerecht genießt er jedoch nicht.
Eines der sehr öffentlichkeitswirksamen Projekte des ADFC ist der Fahrradklimatest, bei dem Städte durch Radfahrer bewertet werden.
Der ADFC nimmt Fahrradcodierungen nach einem mit der Polizei abgestimmten System FEIN-Codierung vor. Darüber hinaus berät er in Sachen Diebstahlprävention, sicheren Fahrradabstellanlagen und Schlössern.
2016 hat der ADFC für seine Mitglieder eine mobile Pannenhilfe etabliert, die bei schwerwiegenderen Pannen oder Unfällen für Reparatur vor Ort oder Transport in eine Werkstatt sorgt.
Zusammen mit der AOK wurde die Aktion Mit dem Rad zur Arbeit gegründet, um Mitarbeiter zu motivieren, ihre Fahrt zur Arbeit mit dem Rad zurückzulegen, und Betriebe anzuspornen, dafür günstige Voraussetzungen, beispielsweise Duschen oder Abstellanlagen, zu schaffen. Ziele sind die Gesundheitsvorsorge und die Reduzierung des motorisierten Individualverkehrs.

Logo von Bett+Bike

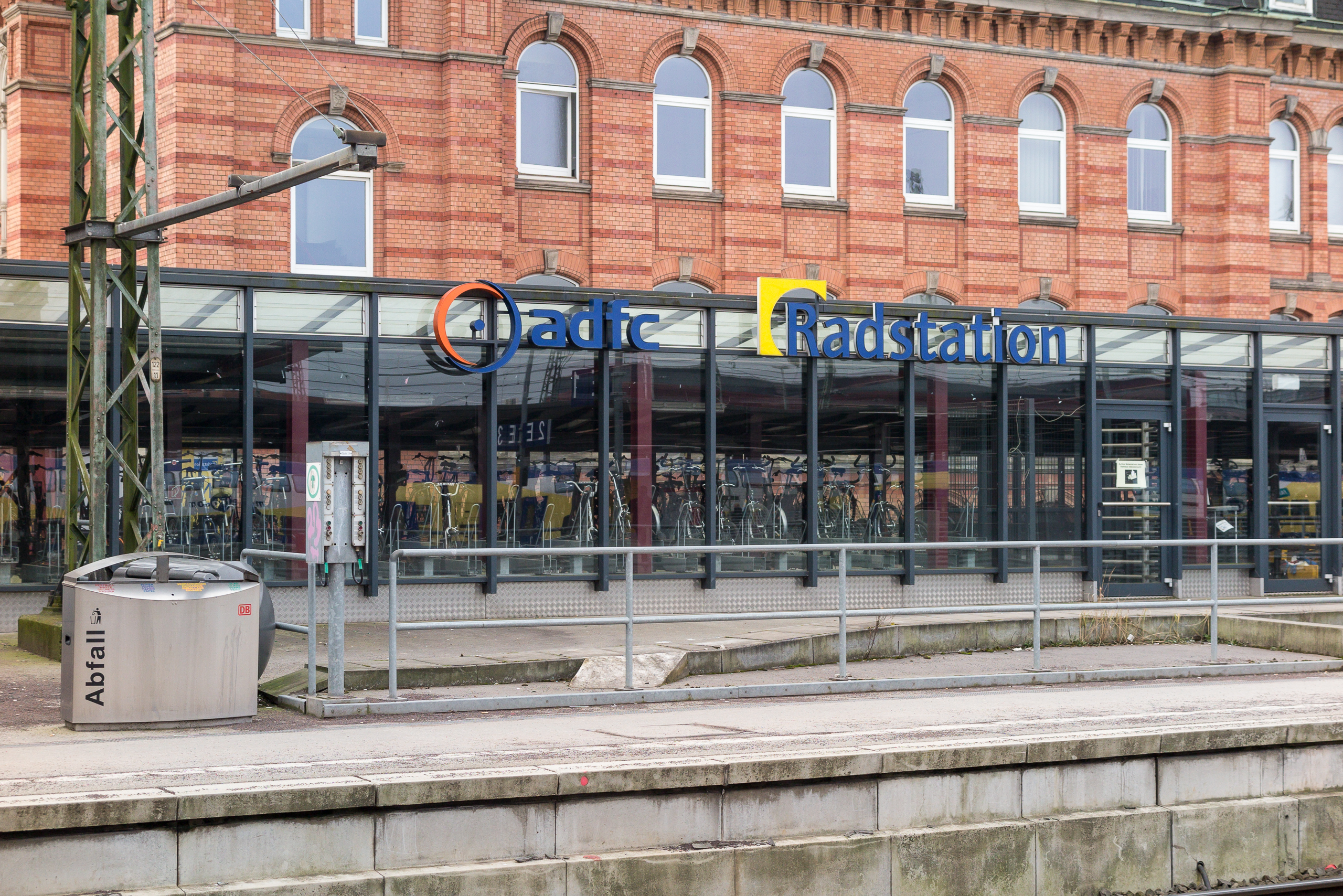
ADFC-Radstation am Bremer Hauptbahnhof (Bahnhofseite)

In Kooperation mit der Deutschen Zentrale für Tourismus gibt der ADFC alle zwei Jahre die Broschüre Deutschland per Rad entdecken heraus und betreibt eine gleichnamige Internetplattform. Die Orts- und Kreisverbände veranstalten geführte Radtouren, daneben vermittelt der ADFC Radreisen. Der Dachgeber ist eine Unterorganisation des ADFC, die auf Basis der Gegenseitigkeit Unterkünfte für Radfahrer auf Reisen vermittelt. 1995 startete die Qualitätsauszeichnung Bett+Bike für Beherbergungseinrichtungen, die sich verpflichten, Erwartungen von Radtouristen einzuhalten. Seit 2006 prüft und zertifiziert der ADFC Radfernwege als ADFC-Qualitätsradroute. Im August 2008 wurden erstmals die maximal erreichbaren 5-Sterne an den Main-Radweg vergeben.
In Infoläden berät der ADFC zu Themen um Fahrrad und Verkehr sowie Radurlaub. Mit dem Programm bike+business berät der ADFC Hessen Unternehmen und Verwaltungen bei der Schaffung fahrradfreundlicher Verhältnisse für ihre Belegschaft.
Der ADFC ist mitbeteiligt an der Herausgabe eines flächendeckenden Fahrradkartenwerkes im Maßstab 1:150.000 sowie von Regionalkarten im Maßstab 1:75.000 (vereinzelt auch 1:100.000 oder 1:50.000) und erstellt auf lokaler Ebene Radkarten. Mitglieder erhalten das ADFC-Magazin Radwelt und andere regionale Fahrradzeitungen.
Einige ADFC-Gliederungen veranstalten Radreisemärkte, Fahrrad-Flohmärkte, Reparaturkurse, Kurse zur Planung von Touren, Radfahrkurse (Radfahrschulen) für Erwachsene oder unterhalten Selbsthilfe-Werkstätten, z. B. die Bikekitchen in Augsburg. Der ADFC Berlin veranstaltet die Fahrradsternfahrt, nach eigener Einschätzung die größte Fahrraddemonstration der Welt. Der ADFC Frankfurt/Main veranstaltet jährlich eine Bike-night, 2020 einen Rundkurs mit Startpunkt auf dem Mainkai.
Der ADFC zertifiziert Unternehmen als Fahrradfreundliche Arbeitgeber.
Der ADFC fordert eine Verkehrswende. Zahlreiche ADFC-Gliederungen arbeiten auf örtlicher Ebene mit Radentscheiden zusammen, das prominenteste Beispiel ist die Initiative Volksentscheid Fahrrad in Berlin, die 2018 zum ersten deutschen Radgesetz führte. Auch die ADFC-Landesverbände in Bayern, Brandenburg und Nordrhein-Westfalen haben in den letzten Jahren entsprechende Volksinitiativen für ein Radgesetz auf Landesebene vorangebracht.
Das hessische Radfernwege-Netz (R1 – R9) wird seit 2004 vom ADFC Hessen e. V. mit Wegweisern versehen. Eine Datenbank mit Veranstaltungsprogrammen einiger ADFC-Gliederungen aus unterschiedlichen Bundesländern wird ebenfalls unter der Verantwortung des hessischen Landesverbands betrieben.
Der ADFC betreibt mehrere Fahrradfahrschulen in Deutschland.
In mehreren Großstädten betreibt der ADFC außerdem nichtkommerzielle Fahrradverleihsysteme so genannter freier Lastenräder. Das größte dieser Projekte ist die Flotte Berlin mit aktuell 176 Fahrzeugen.

## Mitglieder-Entwicklung
Am 1. Januar 2022 hatte der ADFC 234.234 Mitglieder, davon 125.543 Adressen – und erzielte ein Mitgliederwachstum von 4,7 Prozent gegenüber dem Vorjahr.
| Datum/Zeitpunkt    | Anzahl an Mitgliedern beim ADFC e. V. |
| ------------------ | ------------------------------------- |
| 1. Januar 2007     | 113.750                               |
| 31. Oktober 2013   | 140.481                               |
| 31. August 2014    | 146.762                               |
| 1. Januar 2015     | 148.492                               |
| 1. Januar 2016     | 155.015                               |
| 1. Januar 2017     | 161.332                               |
| 1. Januar 2019     | 176.229                               |
| 30. September 2020 | 200.000                               |
| 1. Januar 2022     | 215.121                               |
| 2. Februar 2022    | 215.535                               |
| 2. Februar 2023    | 223.794                               |
| 1. Januar 2024     | 234.234                               |

## Organisation
- Landesverbände: 16
- Kreisverbände: etwa 400
- Geschäftsstellen und Infoläden: etwa 60

### Vorstand
- Frank Masurat, Bundesvorsitzender
- Sarah Holczer, Stv. Vorsitzende
- Cathrin Cailliau
- Amelie Döres
- Joachim Lohse
- Christoph Schmidt
- Christian Tänzler

Quelle

### Vorsitzende des ADFC
- 1979–1982: Jan Tebbe
- 1982–1986: Anne Modersohn
- 1986–1998: Karl-Ludwig Kelber[38]
- 1998–2002: Wolfgang Große
- 2002–2010: Karsten Hübener
- 2010–2021: Ulrich Syberg
- 2021–2023: Rebecca Peters
- seit 2023: Frank Masurat[39]

### Gremien
Der ADFC ist föderal aufgebaut. Neben dem Bundesverband bestehen Landes- und Kreisverbände. Die unterste Ebene bilden die etwa 400 Ortsgruppen oder Ortsverbände. Oberste Gremien sind Bundesvorstand, Bundeshauptversammlung und Bund-Länder-Rat.
Jede Ebene wählt neben ihren eigenen Vorständen auch Delegierte, die den Vorstand der nächsthöheren Ebene bestimmen. So wählen beispielsweise die Delegierten der Landesversammlungen die Teilnehmer der Bundeshauptversammlung. Der ehrenamtlich arbeitende Bundesvorstand wird von der Bundeshauptversammlung, die jährlich einmal einberufen wird, für jeweils zwei Jahre gewählt. Für die Umsetzung seiner Entscheidungen kann der Vorstand auf die Bundesgeschäftsstelle zurückgreifen, die von einer hauptamtlichen Bundesgeschäftsführung geleitet wird. Seit 2011 besteht ein Büro in Berlin, wohin mittlerweile der größte Teil der Bundesgeschäftsstelle verlagert wurde.
Höchstes Gremium des Vereins ist die Bundeshauptversammlung. Die grundsätzlichen Entscheidungen über die Ziele und die Schwerpunkte der Vereinsarbeit werden in der Regel in diesem Gremium getroffen. Seit 2013 hat der ADFC ein von der Bundeshauptversammlung beschlossenes Verkehrspolitisches Programm, das die Grundlage der verkehrspolitischen Arbeit des Verbandes ist.
Der Bund-Länder-Rat besteht aus Vertretern der Landesverbände, in der Regel Mitglieder der Landesvorstände, sowie der anderen Organe auf Bundesebene und beschließt die Leitlinien für die Arbeit des Bundesvorstands. Damit ist der Bund-Länder-Rat das zweithöchste Gremium des ADFC.